# (38683) 2000 QQ7
2000 QQ7 (asteroide 38683) é um asteroide da cintura principal. Possui uma excentricidade de 0.27728410 e uma inclinação de 2.70600º.
Este asteroide foi descoberto no dia 25 de agosto de 2000 por LINEAR em Socorro.